# Intérêt d'assurance en droit français
En droit  français, l'intérêt d'assurance est une notion fondamentale du droit des assurances parce qu'il qualifie le contrat d'assurance et détermine la personne qui doit recevoir la prestation promise par l'assureur.

## Définition
On trouve une définition de l'intérêt d'assurance dans l'article L. 121-6 du Code des assurances :
« Toute personne ayant intérêt à la conservation d’une chose peut la faire assurer. 
Tout intérêt direct ou indirect à la non-réalisation d’un risque peut faire l’objet d’une assurance'' ».
L'intérêt d'assurance y est défini de manière négative : seul celui qui a intérêt à ce que le risque ne survienne pas (intérêt à la non-réalisation du risque) peut conclure un contrat d'assurance. C'est l'intérêt à la non-réalisation d'un incendie, d'un vol, d'une catastrophe naturelle... bref de tout événement incertain contre lequel on souhaite se prémunir : dans ce cas, le souscripteur ne joue pas avec le hasard, il cherche à s'en prémunir par la conclusion d'un contrat d'assurance.
Au contraire, celui qui n'a aucun intérêt à la non-réalisation du risque ne peut ni conclure un contrat d'assurance ni bénéficier de la prestation promise par l'assureur. Celui qui ne redoute pas la survenance d'un événement incertain (vol, incendie) ne fait que jouer avec le hasard : je parie que si telle grange est détruite dans un incendie, (sa destruction n'affecte pas mon patrimoine) alors je gagnerai tant. Cette convention n'a rien de semblable avec le contrat d'assurance.
L'intérêt d'assurance permet ainsi de distinguer, parmi les contrats aléatoires, ceux qui apportent une protection contre le hasard (assurance) de ceux qui spéculent sur le hasard (jeu et pari).

## Domaine
En droit français, un intérêt d'assurance n'est requis que pour la validité des assurances de dommages (article L. 121-6 du Code des assurances) mais aucun texte n'impose un intérêt d'assurance pour la validité des assurances de personnes.
Ce constat est doublement surprenant.
En premier lieu, l'absence d'un intérêt à la non-réalisation d'un risque pour valider les assurances de personnes est très dangereux : il suffit au souscripteur de conclure une assurance sur la tête d'une personne pour laquelle elle n'entretient aucun intérêt d'affection pour percevoir la prestation d'assurance. Or, ce souscripteur n'est rien d'autre qu'un parieur spéculant sur la vie d'autrui pour s'enrichir !
En second lieu, le domaine limite de l'intérêt aux seules assurances de dommages contraste sensiblement avec les droits étrangers qui font de l'intérêt d'assurance le critère fondamental de qualification du contrat d'assurance.
Par exemple, l'article 48 de la loi belge du 25 juin 1992 dispose : "Le bénéficiaire doit avoir un intérêt personnel et licite à la non-survenance de l'événement assuré"; 
d'après l’article 2418 du Code civil du Québec, « Le contrat d’assurance individuelle est nul si, au moment où il est conclu, le preneur n’a pas un intérêt susceptible d’assurance dans la vie ou la santé de l’assuré à moins que ce dernier n’y consente par écrit », 
l’article 790 du Code civil du Brésil, « Dans les assurances sur la vie des tiers, le souscripteur est obligé de déclarer, sous peine de faux, son intérêt à la préservation de la vie de l’assuré. Jusqu’à preuve du contraire, l’intérêt est présumé lorsque l’assuré est le conjoint, l’ascendant ou le descendant du souscripteur », 
l’article 59 de la loi luxembourgeoise sur le contrat d’assurance du 27 juillet 1997, « La vie ou l’intégrité d’une personne peut être assurée par elle-même ou par un tiers. L’assurance sur la vie ou l’intégrité physique d’un tiers est nulle, s’il est établi que le bénéficiaire de l’assurance n’avait aucun intérêt à l’existence et à la santé de ce tiers ».

## Applications
L'intérêt d'assurance a des applications pratiques considérables non seulement au moment de la conclusion du contrat d'assurance mais aussi au moment de son exécution.
L'intérêt d'assurance est le critère de qualification du contrat d'assurance. Il permet de distinguer l'assurance d'autres contrats aléatoires tels que le jeu et le pari. Il permet en outre de distinguer l'assurance d'autres contrats qui offrent une garantie au souscripteur (cautionnement).
La notion d'intérêt d'assurance est utile pour repérer les cas d'assurances cumulatives : d'après l'article L. 121-4 du Code des assurances, il y a cumul d’assurances lorsqu’une même personne est assurée auprès de plusieurs assureurs, par plusieurs polices, pour un même intérêt (d'assurance) et contre un même risque. 
L'intérêt d'assurance joue un rôle dans le transfert du contrat d'assurance (article L. 121-1 du Code des assurances). Le contrat d'assurance continue dans le chef de l'acquéreur de la chose assurée ou de l'héritier de l'assuré parce que le risque a été transféré du vendeur à l'acquéreur et de l'assuré à ses héritiers. Qui dit transfert du risque dit transfert de l'intérêt d'assurance, car il ne peut exister de risque au sens du droit des assurances sans un intérêt à s'en prémunir.
L'intérêt d'assurance permet de désigner qui est le bénéficiaire de la prestation d'assurance en cas d'assurance pour compte de qui il appartiendra.